# Красноключівська сільська рада
Красноклю́чівська сільська рада (рос. Красноключевский сельский совет) — муніципальне утворення у складі Нурімановського району Башкортостану, Росія. Адміністративний центр — село Красний Ключ.

## Населення
Населення — 2517 осіб (2019, 2670 в 2010, 2852 в 2002).

## Склад
До складу поселення входять такі населені пункти:
| Населений пункт           | Населення, осіб (2002) | Населення, осіб (2010) |
| ------------------------- | ---------------------- | ---------------------- |
| Красива Поляна, присілок  | 0                      | -                      |
| Красний Ключ, село        | 2344                   | 2274                   |
| Устьє Яман-Єлги, присілок | 10                     | 12                     |
| Чандар, присілок          | 289                    | 220                    |
| Яман-Порт, присілок       | 209                    | 164                    |